# Juliette Chêne
Pour les articles homonymes, voir Chêne (homonymie).
Juliette Chêne, née le 8 octobre 1982 à Paris 14e, est une actrice française.

## Biographie
Juliette Chêne  fait ses études de cinéma à l’université Paris-VIII après avoir fait une prépa cinéma à Nîmes
puis a suivi de 2001 à 2004 une formation aux Ateliers du Sudden, avec Aurélie Vaneck (qui joue Ninon Chaumette dans Plus belle la vie), école de théâtre dirigée par Raymond Acquaviva.
En 2003, au théâtre elle joue dans une adaptation de Macbeth de Shakespeare, puis au printemps 2004 elle participe à un spectacle mis en scène par Didier Long, Vue de Koltès  et décroche le rôle de « Juliette  » dans la série Plus belle la vie sur France 3. 
En 2005 elle joue dans Le Bal des célibataires série diffusée sur France 2, avec Cristiana Reali, .
En novembre 2007 Juliette Chêne arrête de participer au feuilleton Plus belle la vie et le vendredi 11 janvier 2008 marque sa dernière apparition dans ce feuilleton.
En 2009, au Festival d'Avignon  elle joue dans C'est pas gagné ! pièce écrite par son père, aux côtés de Jean-Charles Chagachbanian et Nassima Benchicou. Le 8 février 2010, Juliette Chêne joue le rôle de « Jeanne » dans le 49e épisode de la série Joséphine, ange gardien sur TF1.
En juin 2012, elle accepte de reprendre le rôle de Juliette dans Plus belle la vie le temps de deux épisodes, pour fêter le 2012e épisode du feuilleton. Elle revient dans la série en août 2019 à l'occasion du quinzième anniversaire du feuilleton, et tourne une scène anniversaire dans laquelle elle évoque un éventuel retour.
En juillet 2021, elle retrouve la série Camping Paradis pour le rôle de « Stéphanie » , succédant ainsi à Jennifer Lauret. Elle quitte la série le 7 juillet 2025 et rejoint M6 dans la série « Nouveau Jour »  où elle joue le personnage de Magalie Daho.

### Vie privée
Elle est l’une des cinq enfants du journaliste sportif Patrick Chêne (France 2). Astrid Veillon également actrice est sa cousine, du côté de son père.
Elle est la compagne du comédien Jean-Charles Chagachbanian, rencontré sur le tournage de Plus belle la vie en 2007.

## Filmographie

### Télévision

#### Séries télévisées
- 2004 : Alice Nevers : Le juge est une femme : Léa
- 2004 - 2008 / 2012 / 2019 : Plus belle la vie : Juliette Frémont (saisons 1 à 4, 8 et 15)
- 2008 : RIS police scientifique : Marion
- 2009 : Diane, femme flic
- 2009 : Joséphine, ange gardien : Jeanne / Virginie (saison 12, épisode 6 : Joséphine fait de la résistance)
- 2012 : Enquêtes réservées : Elodie Meilleroux
- 2014 : Crimes et botanique : Caroline Blanquefort
- 2015 : Le Mystère du lac : Ingrid
- 2016 : Camping Paradis : Muriel (saison 8, épisode 6 : Miss Camping)
- 2017 : Crimes parfaits : Magali (saison 1, épisode 2 : Aux innocents, les mains pleines)
- 2018 : Noces rouges : Une interne à l'hôpital
- 2018 : Demain nous appartient : Rachel Missonnier
- 2019 : La Stagiaire : Audrey Vernon (saison 4, épisode 3 : Premier amour)
- 2020 : Joséphine, ange gardien : Lucie (saison 20, épisode 3 : Trois anges valent mieux qu’un !)
- 2021 - 2025 : Camping Paradis : Stéphanie (saisons 12 à 16)
- 2025 : Nouveau jour (saison 1) : Magalie Daho

#### Téléfilms
- 2004 : Le Bal des célibataires de Jean-Louis Lorenzi : Rose
- 2021 : Le Prix de la trahison de François Guérin : Louise Jourdan

#### Émissions
- 2006 : Ça se discute, Célébrité : le succès peut-il être trop lourd à porter ?  sur France 2 : participante[8]
- 2006 : Phénomania sur France 5 : participante[9]

### Cinéma

#### Court métrage
- 2012 : Sans elle de Fédérico Escartin

### Doublage
- 2016 : Presumed - Mediadub International
- 2016 : Cold zone - Audi'Art Dub
- 2017 : Boys will be boys - BTI Studios
- 2017 : Doubbble mummy - BTI Studios
- 2018 : Borderliner - BTI Studios

## Théâtre
- 2003 : Macbeth mise en scène Bela Grushka
- 2004 : Vue de Koltès mise en scène Didier Long
- 2009 - 2015 : C'est pas gagné ! mise en scène Patrick Chêne - Festival d’Avignon, Comédie St Michel, Les feux de La Rampe
- 2016 - 2017 : La Vie en douce mise en scène Jean-Charles Chagachbanian

## Formation
- 2001 - 2004 : École Supérieure d'Art Dramatique de Raymond Acquaviva, Le Sudden Théâtre
- 2004 :  Licence d’études Cinématographiques et Audiovisuelles, Université Paris-VIII
- 2008 : Stage avec Azize Kabouche - Théâtre national de Chaillot
- 2008 - 2010 : Coaching vocal avec Rachel des Bois
- 2016 : IMDA, L’Institut des Métiers du Doublage et de l'Audiovisuel
- 2017 : Stage avec Safy Nebbou
- 2017 : Stage de Théâtre sur Musset avec Xavier Lemaître